# Java Message Service
Java Message Service, JMS, är en standard för åtkomst av ett system för meddelandehantering i Java. JMS använder begrepp som köer för punkt-till-punkt-kommunikation och ämnen för att publicera/prenumerera på meddelanden. De flesta J2EE-applikationsservrar innehåller någon implementation av JMS för asynkron kommunikation med kringliggande system.